# Antonio de Torres
Pour les articles homonymes, voir Torres.

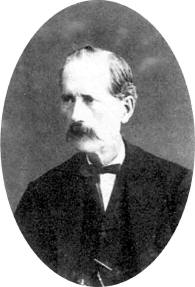
Antonio de Torres Jurado

Antonio de Torres, né le 13 juin 1817 à La Cañada de San Urbano (province d'Almería), mort le 19 novembre 1892 dans la même localité, était un guitariste et luthier espagnol du XIXe siècle, considéré comme le « père » de la guitare classique moderne. Francisco Tárrega contribua énormément à la diffusion de cette « nouvelle guitare ».

## Biographie
Antonio de Torres était le fils de Juan Torres, un percepteur local, et de Maria Jurado. À l'âge de 12 ans, comme c'était la norme à l'époque, il commença un apprentissage de charpentier. En 1833, une crise dynastique éclata, et Antonio de Torres fut mobilisé, puis réformé pour raisons de santé. Comme seuls les célibataires et les veufs sans enfants étaient susceptibles d'être enrôlés, sa famille le poussa à épouser en 1835 Juana María López, la fille d'un commerçant, alors âgée de 13 ans. De ce mariage sont nées trois filles en 1836, 1839 et 1842. Sa femme mourut en 1845 de la tuberculose, à l'âge de 23 ans.
L'origine de sa vocation de luthier reste incertaine ; une hypothèse est que, vers 1842, Torres ait pu travailler pour José Pernas à Grenade, avec qui il apprit la facture des guitares. Il retourna ensuite à Séville, où il partagea avec Manuel Soto y Solares un atelier situé 7 rue Carrageria. Bien qu'ayant construit des guitares pendant les années 1840, ce n'est pas avant 1850, et sur les conseils du guitariste et compositeur Julián Arcas que Torres en fit sa profession. Julián Arcas fit profiter Torres de ses conseils, et ce dernier devint dès lors un infatigable chercheur en la matière. Torres estimait que la table d'harmonie était le cœur sonore de l'instrument. Pour augmenter la portée de ses instruments, il créa des guitares au corps large, à la table fine, peu décorée et galbée par la pose, légèrement en force, d'un barrage en éventail symétrique. Bien que Torres n'ait pas été le premier à utiliser cette méthode, il a largement contribué à l'adoption de ce type de barrage.
Pour prouver la validité de ses théories sur l'importance de la table, Torres a confectionné une guitare dont le fonds et les éclisses étaient en carton. Cette guitare a été restaurée avant 2000 par les frères Yagüe à Barcelone et y est désormais visible dans le nouveau Museu de la Musica.
En 1868, Torres se remaria avec Josefa Martín Rosada. Peu après, Torres rencontra Francisco Tárrega pour la première fois. Tárrega, alors âgé de 17 ans, s'était rendu à Séville pour acquérir une guitare du même facteur que celle de Julián Arcas. Après l'avoir entendu jouer, Torres fut tellement enthousiaste qu'il lui proposa une guitare qu'il avait fabriqué pour lui-même quelques années auparavant.
Vers 1870, Torres, dans la cinquantaine, ferma son atelier et retourna à Almeria où il ouvrit un magasin de porcelaine. Ce n'est que cinq ans plus tard qu'il se remit, sur son temps libre, à fabriquer de nouvelles guitares, étiquetées dès lors "seconde époque". Après la mort de son épouse  Josefa en 1883, Torres consacra de plus en plus de temps à la lutherie, produisant une douzaine de guitares par an, jusqu'à sa mort à La Cañada de San Urbano, Almería à l'âge de 75 ans.

## Guitares

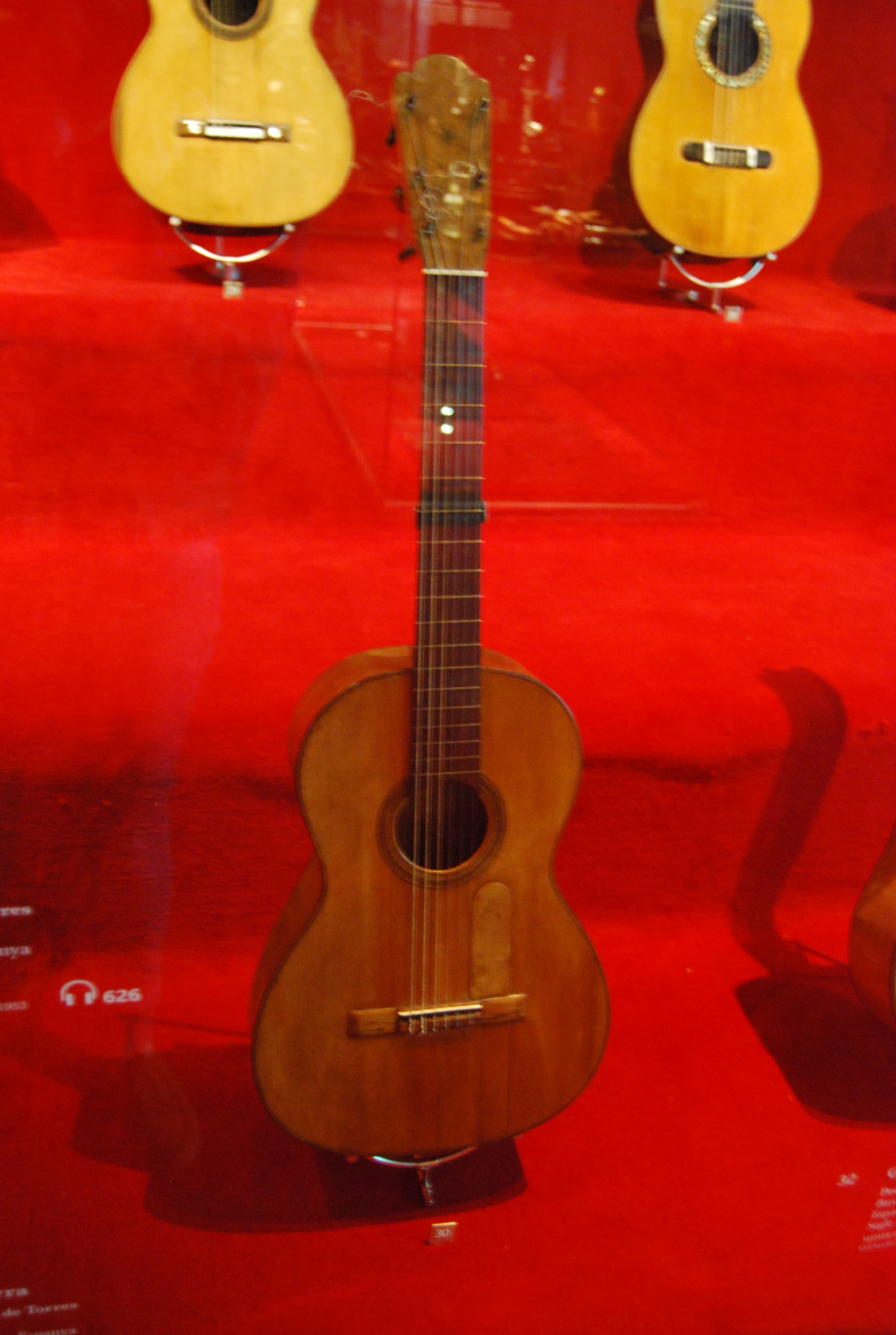
Guitare Torres au musée de la Musique de Barcelone

Les guitares de Torres se répartissent en deux périodes. La première, à Séville, de 1852 à 1870, et la seconde à Almeria, de 1871 à 1893. Les guitares faites par Torres étaient à tel point supérieures à celles de ses contemporains que leur conception se diffusa rapidement, tout d'abord en Espagne puis dans le reste du monde. Bien que d'un volume sonore normal (selon des critères modernes), elles ont un son clair, rond et équilibré, et une bonne projection. Non seulement ses guitares ont été imitées mais encore, comme elles n'étaient pas signées et que seules celles de la seconde époque ont été numérotées, de nombreux faux ont été produits, certains par des luthiers de renom.
La guitare classique moderne diffère principalement de celles de Torres par l'emploi de cordes en matériaux synthétiques au lieu de boyau, et l'emploi de plastique, ou d'os, pour les sillets et les rouleaux de mécaniques en ivoire.

## Inventaire
La liste ci-après présente des guitares de Torres. Les guitares « première » et « seconde époque » sont libellées respectivement FE et SE.
- SE 109 (1887) — collection de David Jacques ;
- FE 04 La Leona (1856) — ancienne guitare de Erhard Hannen, désormais jouée par Wulfin Lieske ;
- FE 09 (1859) — guitare de Miguel Llobet, faisant partie des collections du Museu de la Música de Barcelone ;
- FE 17 (1864) — fabriquée à l'origine par Torres pour son usage personnel, achetée par Francisco Tárrega à Séville en 1869 . Dos et éclisses sont en érable ondé. Vendue par Vicente Tárrega (frère de Francisco Tárrega) à Domingo Prat en 1917 ;
- FE 18 (1864) ;
- FE 28 (1868) — collection de Marcos Villanueva[3] ;
- SE 49 (1883) — guitare de Francisco Tárrega ;
- Numéros de série inconnus (1856/?) — La famille Romero possède cinq Torres, ce qui en fait probablement la plus importante collection privée. Pepe Romero en possède trois (dont un modèle de 1856) ; ses frères Celin Romero et Angel Romero en possèdent une chacun ;
- SE 52 (1883) — ancienne guitare d'Angel Romero, maintenant dans la collection de Brad Paul ;
- SE 70 La Invencible (1884) —  collection de Flamencoguitarsforsale.net[4] ;
- SE 107 (1887) — jouée actuellement par Stefano Grondona ;
- FE 18 (1864) — propriété de James Westbrook, www.theguitarmuseum.com[5] ;
- SE 114 (1888) — ancienne guitare de Francisco Tárrega, fait partie de la collection de Sheldon Urlik ;
- SE 116 La Italica (1888) — ancienne guitare du luthier barcelonais Enrique Coll, élève de Simplicio et mentor de Fleta ;
- Almería, 1864 — collection de Félix Manzanero ;
- Sevilla, 1862 — collection de José Luis Postigo ;
- Au Musée de la Musique de Paris[6] :
  - Almeria, 1852 ;
  - Almeria, 1883 ;
  - Almeria, 1885 (modèle onze cordes) ;
  - Séville, 1882 ;
  - Almeria, 1875 (actuellement au Musée du Palais Lascaris à Nice[7]) ;
- Quatre guitares au Museu de la Música de Barcelone[réf. souhaitée].